# Sitra
Sitra (arab. سترة) – miasto portowe w Bahrajnie na zachodnim wybrzeżu wyspy Sitra, położone nad Zatoką Perską. Zamieszkuje tam ponad 42 tys. mieszkańców. Na terenach Sitry funkcjonuje rafineria ropy naftowej, huta aluminium, odsalarnia wody morskiej. Pozyskuje się także gaz ziemny.

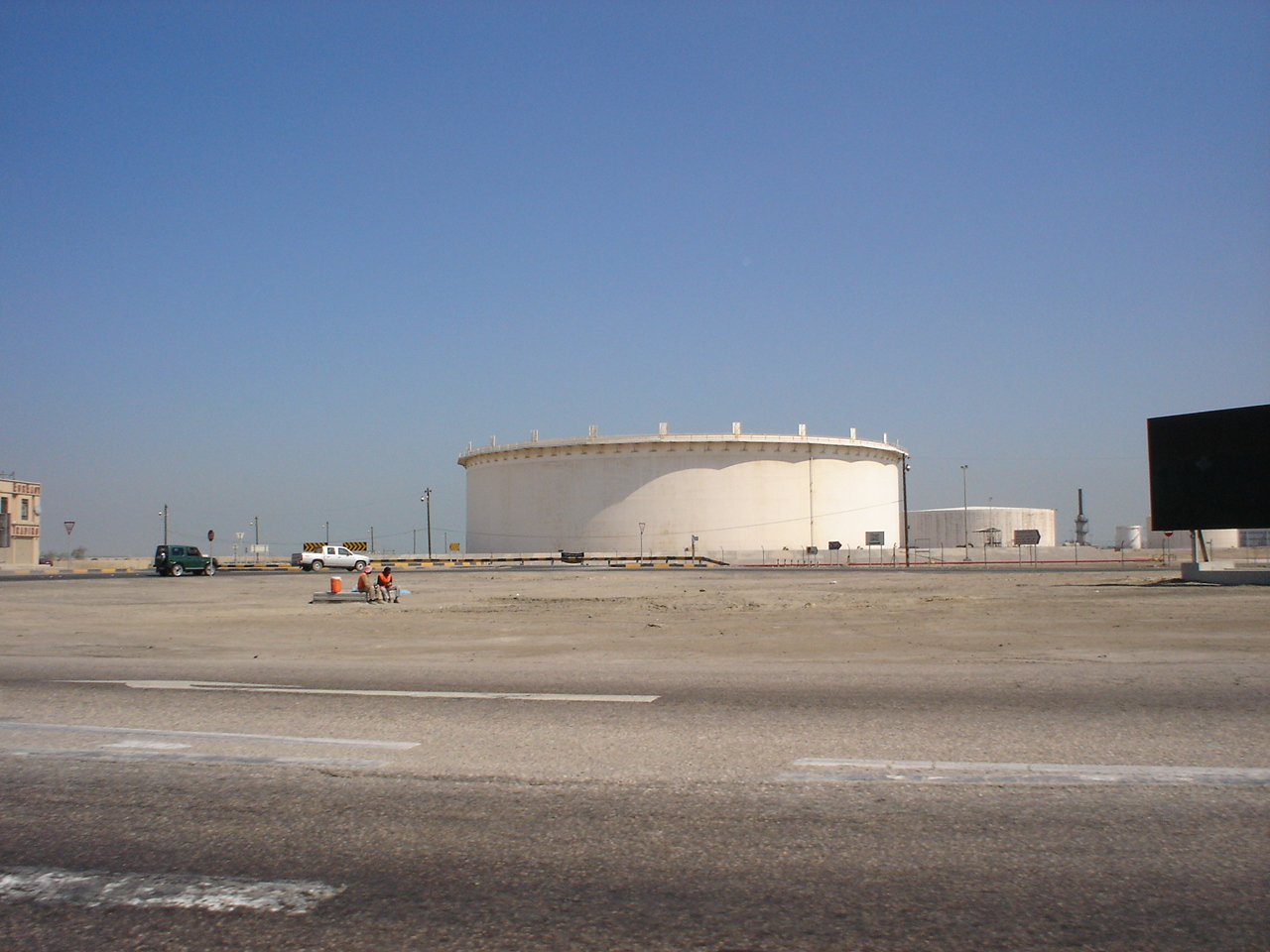
Bapco Bahrain w Sitrze